# Ахмат (хан Большой Орды)
Ахма́т (в восточных источниках Ахме́д; тат. Əxmət, Әхмәт, آحمد‎; ум. 6 января 1481) — хан Большой Орды (совместно со старшим братом с 1460 г., единолично с 1471 г.). Сын хана Кичи-Мухаммеда. Последний ордынский правитель, в политической зависимости от которого находились московские князья. Проводил политику, направленную на консолидацию татарских государств, стремясь утвердить своё верховенство на территории бывшей Золотой Орды, достигнув в этом значительного успеха. Большую роль в его администрации играл беклербек Тимур из рода мангытов (внук Едигея).

## Отношения со старшим братом
Последние монеты отца Ахмета Кучук-Мухаммеда датированы 1459 годом. Уже в 1460 году русские летописи сообщают о походе Ахмата на Рязань, при этом называют его царём. Историк Р. Ю. Почекаев считает, что Ахмат разделил власть со старшим братом Махмудом и, признавая его старшинство, обладал большой самостоятельностью. Махмут правил в южно-русских степях, соприкасаясь с Крымским ханством, с главной ставкой в Хаджи-Тархане, на основании чего некоторые источники называют его основателем Астраханского ханства. Ахмат получил среднее Поволжье, возможно с Сараем. Махмут находился в конфликте с Крымским ханством, а Ахмат, не имея в тот период непосредственного контакта и конфликтов с Крымом, обратился к восточной политике.

## Восточная политика
Восточные земли, некогда принадлежавшие Золотой Орде, приобрели самостоятельность. Видимо, главной целью восточной политики Ахмата было восстановление власти над богатым Хорезмом. Он претендовал на эту провинцию не только как на бывшее владение Золотой орды, захваченное Тимуридами в 1412—1413 годах. Весьма вероятно, что это было приданым одной из его жен Бади-ал-Джамал, сестры потомка Тимура Хусайна Байкары, который позднее стал правителем Хорасана.
Здесь интересы Ахмата сталкивались с интересами представителя рода Шибанидов могущественного узбекского хана Абу-л-Хайра, который также претендовал на эту землю. Ахмед не осмелился на конфликт с этим правителем и дождался его смерти в 1468 году. Абу-л-Хайр был жёстким и твердым властителем, что вызвало отрицательное отношение к его потомкам, как со стороны независимых соседей, так и собственно узбекской знати. После его смерти представители знати привели к власти преклонного возраста Йадгар-хана из другой ветви Шибанидов. Ахмат заключил с ним союз, по некоторым[каким?] сведениям Йадгар-хан помогал ещё отцу Ахмата Кичи-Мухаммаду. Однако Йадгар-Хан в 1469 году скончался и к власти пришел сын Абу-л-Хайра Шайх-Хайдар. Однако против него сложилась мощная ордынская оппозиция, в которую вошли султаны Джанибек и Гирей, правнуки Урус-хана, ногайские мурзы Муса и Ямгурчи, сын Йадгар-хана Буреке-султан, сибирский хан Ибак 1470—1471 годах Шайх-Хайдар потерял большинство своих владений. В 1471 году в Восточном Деште появился со своими войсками Ахмат, претендующий на Хорезм. Вскоре Шайх-Хайдар был захвачен врасплох Ибаком и убит. Ахмат после этого заключил мир с противниками Шайх-Хайдара, получил в жены сестру Мусы и Ямгурчи и, видимо, добился того, что они обещали не мешать ему в овладении Хорезмом. Однако в это время умер его старший брат Махмуд и Ахмат поспешил в Поволжье, чтобы не дать возникнуть политической смуте.

Прибыв в Поволжье, Ахмат узнал, что внуки Абу-л-Хайра, Мухаммед Шейбани и Махмуд-султан, которые были реальными претендентами на власть в Узбекском ханстве, укрылись в Астрахани (Хаджитархане) у племянника Ахмата Касима. Ахмат предпринял военный поход на Астрахань, в котором приняли участие Ибак и ногайский бий Аббас, дядя Мусы и Ямгурчи. Однако племянник Ахмата выразил покорность, хотя и позволил своевременно скрыться внукам Абу-л-Хайра. Добившись выражения покорности от Касима, Ахмат распустил войско, считая, что внуки Абу-л-Хайра не представляют опасности. Однако Мухаммед Шейбани сумел собрать сторонников и в 1472 году внезапно напал на лагерь Ибака, убив его сына и брата, а затем атаковав ставку Ахмата. Ахмат в это время совершал набег на Русь, но вынужден был срочно прервать поход и вернуться в Поволжье. После этого Ахмат активной политики на востоке не проводил, унаследовав от брата серьёзные проблемы на Западе.

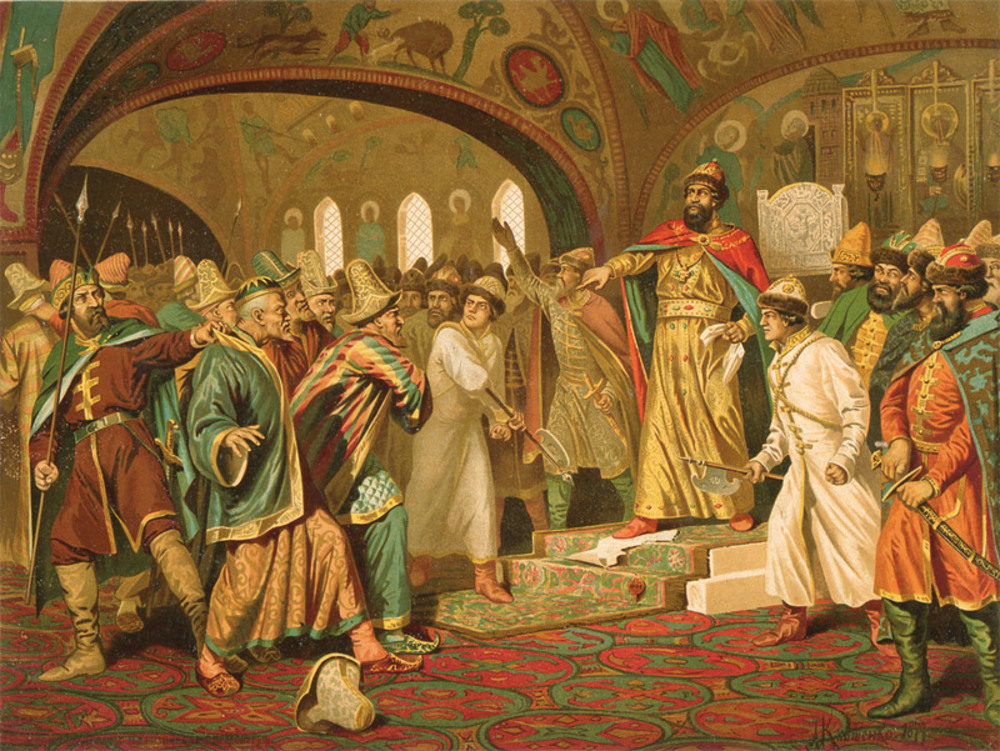
Иван III демонстративно разрывает грамоту хана Ахмата.

## Борьба с независимостью Крыма
Хан Ахмат унаследовал у старшего брата проблему борьбы с независимостью Крыма, которая была одной из основных задач истории Большой Орды и в итоге привела к гибели Большой Орды.
В 1476 году хан Ахмат решился вмешаться в крымские дела. В 1475 году Менгли-Гирей был свергнут своими братьями Нур-Девлетом и Хайдаром. Менгли-Гирей искал прибежища в Кафе (Феодоссии), которая к этому времени уже была захвачена турками. В 1476 году Хаджике, младший брат Эминека, бекляри-бека Нур-Девлета, не поладив со своим братом, призвал Ахмата в Крым, и тот воспользовался ситуацией и посадил на Крымский престол своего племянника, сына старшего брата, Джанибека, при котором Хаджике стал бекляри-беком.
Укрепившись в Крыму и Северном Причерноморье, Ахмат мог считать восстановленным былое могущество Золотой Орды. Он направил Мехмеду II по форме дружеское послание, которое однако назвал ярлыком, то есть посланием от вышестоящего государя к нижестоящему.
Вместе с тем Джанибек вступил в отношения с Московским князем, желая заручиться убежищем на случай потери власти. Весной 1477 года Джанибек был вынужден уступить престол Нур-Девлету, возможно, при одобрении Ахмата. В сафаре 882 г. (май—июнь 1477 г.) Ахмет обращается к султану уже не так высокомерно, он ищет союза с ним. Однако в конце 1478 года Менгли-Герай вернул трон с помощью Турции, признав себя её вассалом. После этого турецкий султан поддерживал с Ахматом формально дружеские отношения, но не имел в этих отношениях заметной заинтересованности.

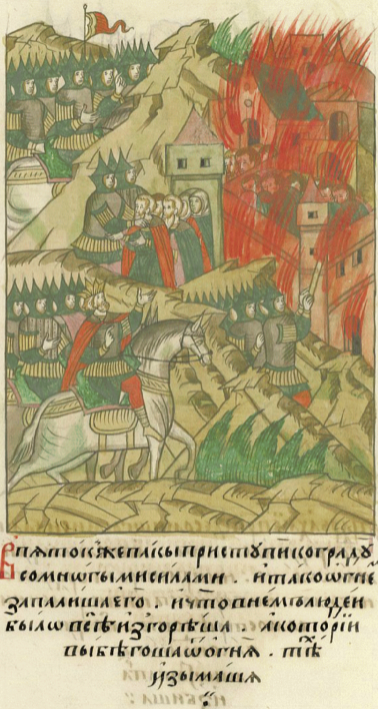
Хан Ахмат сжигает город Алексин

## Отношения с Русью и западная политика
Уже в 1460 году, в первый год правления Ахмата, русские летописи сообщают о его походе на Переславль Рязанский. В отношениях с Русью Ахмат стремился восстановить реальную зависимость, однако не имел для этого достаточных сил. В 1468 году татары Большой Орды совершили набег на Рязанское княжество и область Беспуту на правобережье Оки. В 1471 году отряд вятчан (в то время ещё независимых от Москвы), спустившись по Каме и Волге, разорил Сарай. В том же году хан принял предложение польско-литовского короля Казимира IV заключить союз против великого князя московского Ивана III, который прекратил выплату дани в Орду. В июле 1472 года Ахмат совершил неудачный поход на Москву, в ходе которого смог лишь сжечь город Алексин (29 июля) на правобережье Оки. Вынужден был отступить, не вступив в бой с московским войском (1 августа), так как получил известия о нападении на его собственные улусы небольшого отряда узбекского правителя Мухаммеда Шейбани.
Большую дипломатическую активность в отношении Ахмата проявляла Венеция. Основной целью этой политики венецианцев был поиск мощного союзника, который помог бы остановить продвижение турецкого султана Мехмеда II. В 1470 году сенат заслушал доклад авантюриста Джованни-Баттисты делла Вольпы (Иван Фрязин в русских летописях), который доносил о возможности Ахмата выставить 200 000 воинов. В 1471 году сенат послал к Ахмату Джованни Баттисту Тревизано с предложениями антитурецкого союза, но посол был на три года задержан в Москве и прибыл к Ахмату только в 1474 году. За это время делла Вольпе совершил ещё одну поездку к хану и в 1472 году докладывал о готовности хана начать боевые действия против турок через Венгрию при условии ежегодной выплаты 10000 дукатов и единовременной выплаты 6000 дукатов. Сенат скептически отнёсся к этому докладу. Однако в 1476 году в Венецию вернулся Тревизано с двумя послами от Ахмата, сенат принял предложение начать войну с Турцией через Дунай и вновь послал Тревизано с 2000 дукатов. Вместе с тем против этого мероприятия решительно выступил Казимир IV, который, видимо, был против действий Ахмата через его территории в Северном Причерноморье. В 1477 году сенат отозвал Тревизано, который успел доехать только до Польши. У Ахмата были серьёзные основания беспокоиться по поводу усиления Османской империи, так как турки захватили в Крыму княжество Феодоро и генуэзские владения, которые ранее были в зависимости от Золотой Орды, а независимость от Орды Крымского ханства держалась на турецкой поддержке.
В последующие годы, несмотря на регулярный обмен посольствами, не смог добиться возобновления выплаты дани от Москвы и помешать складыванию антиордынского московско-крымского союза между Иваном III и Менгли-Гиреем (1474 г.). В 1476 году, после захвата Крыма направил к Ивану III посла Бучука. Он требовал возобновления дани и даже безуспешно потребовал от Ивана III лично явиться в Орду. Для Ивана III ситуация складывалась неблагоприятно, поэтому он высказал дружеское расположение и, может быть, даже выплатил дань. Однако в 1479 году ситуация переменилась, Иван III смог подчинить Новгород, а хан Ахмат потерял Крым, поэтому очередное посольство Ахмата было принято враждебно и Иван III демонстративно разорвал грамоту хана. Осенью 1480 года, заручившись поддержкой Казимира, Ахмат предпринял крупномасштабный поход на Москву, вылившийся в так называемое Стояние на реке Угре (8 октября — 11 ноября), которое закончилось отступлением хана без генерального сражения. Ахмат не получил от Казимира обещанной помощи, вероятно из-за нападения союзного Ивану III Менгли Герая на польско-литовские земли. Возвращаясь от Угры, Ахмат разграбил верхнеокские владения Литвы, которые впрочем уже перешли на сторону Москвы.

## Гибель Ахмата
Вернувшись в степь, Ахмат распустил войско и отпустил даже своего беклярибека. Вскоре в своей ставке он подвергся внезапному нападению ногайской и сибирской конницы бывших союзников по борьбе с узбекскими ханами. Такое изменение отношений можно объяснить проводимой Ахматом достаточно успешной политикой консолидации сил бывшей Золотой Орды. Возможно, имела место договоренность Московского великого княжества с Тюменским ханством. Ахмат был убит в своей кочевой ставке в устье Северского Донца тюменским ханом Ибаком и ногайскими мурзами Мусой и Ямгурчи. После гибели Ахмат-хана активную борьбу за возрождение Золотой орды продолжили его сыновья Муртаза, Сайид-Ахмад II и Шейх-Ахмед, которые порой конкурировали друг с другом. Другие сыновья Ахмата обычно оставались в фарватере политики братьев.
Сохранились ярлык Ахмата к Ивану III (в русской обработке) и письмо на тюркском чагатайском языке к турецкому султану Мехмеду II (май—июнь 1477 г.)
Сохранились серебряные монеты Ахмата, чеканенные в Хаджи-Тархане, Орда-Базаре. А. В. Пачкаловым были опубликованы монеты, выпущенные Ахматом в Тимур Бик-Базаре.

## Память
- Мемориальный комплекс в память о сражении с войсками хана Ахмата в 1472 году открыт (2012) в г. Алексин, напротив Алексинского художественно-краеведческого музея. Комплекс состоит из стелы, стоящей в середине сквера, с гербом г. Алексин вверху и изображением военного снаряжения внизу. Справа и слева от памятника установлены шестиугольные плиты с изображением батальных сцен обороны деревянной крепости — г. Алексин[7].
- Памятный камень в честь защитников алексенской крепости, оказавшим мужественное сопротивление нашествию хана Ахмата и спасшим от разорения Московское княжество, установлен в г. Алексин на Ильинской горе, где в XV веке была расположена крепость[7].
- Памятный камень установлен (1998) на Сорокинском городище, где производились археологические раскопки. На памятном камне надпись: «29-31 июля 1472 года жители Алексинской крепости мужественным сопротивлением противостояли нашествию золотоордынского ханы Ахмета и тем самым спасли от разорения Московское княжество»[7].
- Ежегодно 23 июня, до революции 1917 года, совершался крестный ход из Успенского собора Московского кремля в Сретенский монастырь в воспоминание избавления России, помощью и заступничеством Богоматери, от нашествия татарского хана Ахмата[8].